# Rossy de Palma

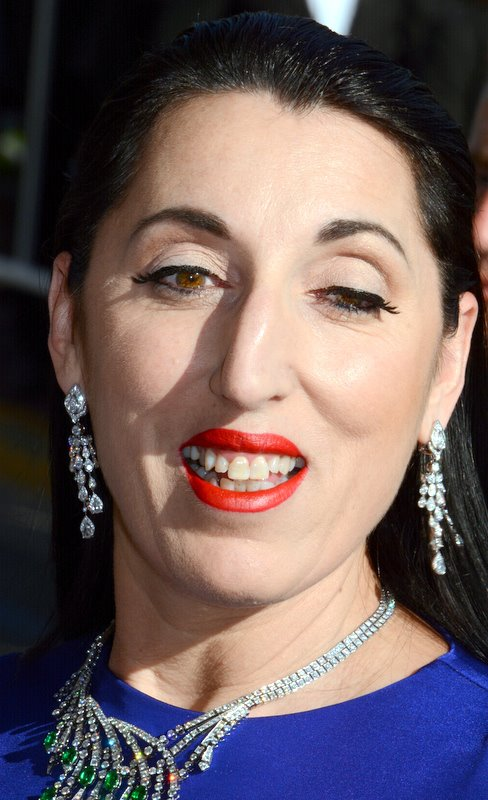
Rossy de Palma 2013

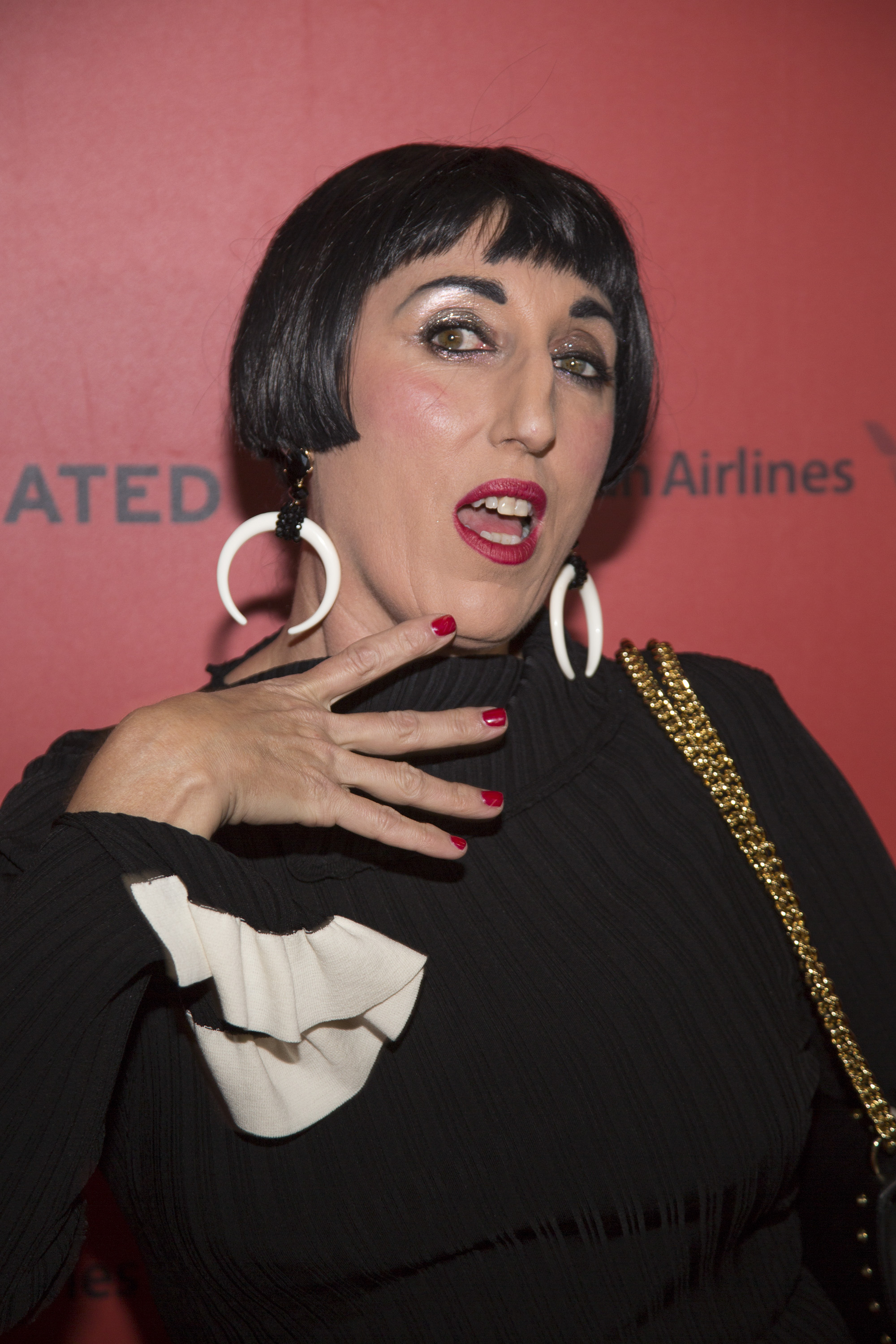
Rossy de Palma 2017

Rossy de Palma (* 16. September 1964 in Palma de Mallorca; eigentlich Rosa Elena García Echave) ist eine spanische Schauspielerin. 

## Leben
Rossy de Palma ist eine Schauspielerin und Sängerin. Sie arbeitete mit den Regisseuren Robert Altman, Mike Figgis und Terry Gilliam. Bekannt wurde sie durch ihre Auftritte in den Filmen Pedro Almodóvars. Die Legende erzählt, dass dieser die Sängerin und Tänzerin 1986 in einem Madrider Cafe entdeckte; richtig ist, dass sich beide in dieser Zeit in derselben «Suppe» bewegten. De Palma, die acht Jahre lang mit ihrem Schauspielkollegen Santiago Lajusticia liiert war, hat zwei Kinder.
Rossy de Palma war zweimal für den Goya als beste Nebendarstellerin nominiert: 1994 für Kika und 1996 für La flor de mi secreto. Im Jahr 1994 erhielt sie zusammen mit ihren Ensemblekollegen den NBR Award in der Kategorie Best Acting By An Ensemble für ihre Mitwirkung in dem Film Prêt-à-Porter. 1998 war de Palma Gewinnerin des Spezialpreises beim Internationalen Filmfestival von Locarno für den Film Hors jeu. 2011 nahm sie an der ersten Staffel der französischen Tanzshow Danse avec les stars teil.
2018 wurde sie in die Academy of Motion Picture Arts and Sciences berufen, die jährlich die Oscars vergibt.

## Filmografie (Auswahl)
- 1987: Das Gesetz der Begierde (La ley del deseo)
- 1988: Frauen am Rande des Nervenzusammenbruchs (Mujeres al borde de un ataque de nervios)
- 1990: Fessle mich! (¡Átame!)
- 1993: Kika
- 1994: Prêt-à-Porter
- 1995: Mein blühendes Geheimnis (La flor de mi secreto)
- 1998: Abseits (Hors jeu)
- 1998: Talk of Angels
- 2002: Ball & Chain – Zwei Nieten und sechs Richtige (Le boulet)
- 2004: Der Partykönig von Ibiza (People)
- 2005: 20 Centimeters (20 centímetros)
- 2009: Zerrissene Umarmungen (Los abrazos rotos)
- 2013: Jack und das Kuckucksuhrherz (Jack et la mécanique du coeur) (Synchronisation)
- 2014: Nur eine Stunde Ruhe! (Une heure de tranquillité)
- 2016: Julieta
- 2017: Madame
- 2017: Toc Toc
- 2019: Trotz allem (A pesar de todo)
- 2020: Eine Meerjungfrau in Paris (Une sirène á Paris)
- 2021: Parallele Mütter (Madres paralelas)
- 2021: Mord in Saint-Tropez (Mystère à Saint-Tropez)
- 2022: Carmen
- 2023: Milarepa
- 2024: Paris Paradies (Paradis Paris)